# Windaubrug
De Windaubrug (brug 2435) is een vaste voet- en fietsbrug in Amsterdam-West. De brug is vernoemd naar de Oostzeehaven Windau gelegen in Letland.
De Windaubrug is een voet- en fietsbrug die over de Koningsbergengracht de woonwijk de Houthavens doorsnijdt. Ze verbindt het Narva-eiland met en Memeleiland en voert voor voetgangers en fietsers uiteindelijk naar de in- en uitgang van de wijk uit/naar de Spaarndammerbuurt.
Het ontwerp is afkomstig van Verburg Hoogendijk Architecten, Parkland Landschapsarchitecten en Paul de Kort. Zij lieten zich inspireren door dé bruggenarchitect van Amsterdam Piet Kramer. Zijn bruggen volgen qua ontwerp veelal de Amsterdamse School, een bouwstijl die alhoewel gemoderniseerd wordt teruggevonden in de bebouwing van het Stettineiland, maar ook in de Spaarndammerbuurt, gelegen net ten zuiden van de nieuwe woonwijk. De ontwerpers kozen daarbij voor de pylonen van de P.L. Kramerbrug (brug 400), maar dan in gemoderniseerde en afgeslankte vorm. Een andere bron voor inspiratie waren de spaarzame hefbruggen eveneens ontworpen door Piet Kramer. Net zoals de Helsingforsbrug moet deze brug lijken op de speciaal voor de wijk gerestaureerde Gevlebrug. De brug, gedragen door een brugpijler, heeft vanaf boven gezien een vlindervorm met een smal lichaam. In het verlengde van de brugpijler is nog een imitatiehefpijler geplaatst; zij zal dienen tot verlichting van de brug. Zij werd opgebouwd uit prefab-betonelementen (zorgde voor minder vervuiling tijdens transport) waarin gerecycled betongranulaat (in het kader van duurzaam bouwen) is verwerkt. Aan zijkant van het brugdek is het bruggennummer 2535 te lezen in een ontwerp van typograaf Janno Hahn.

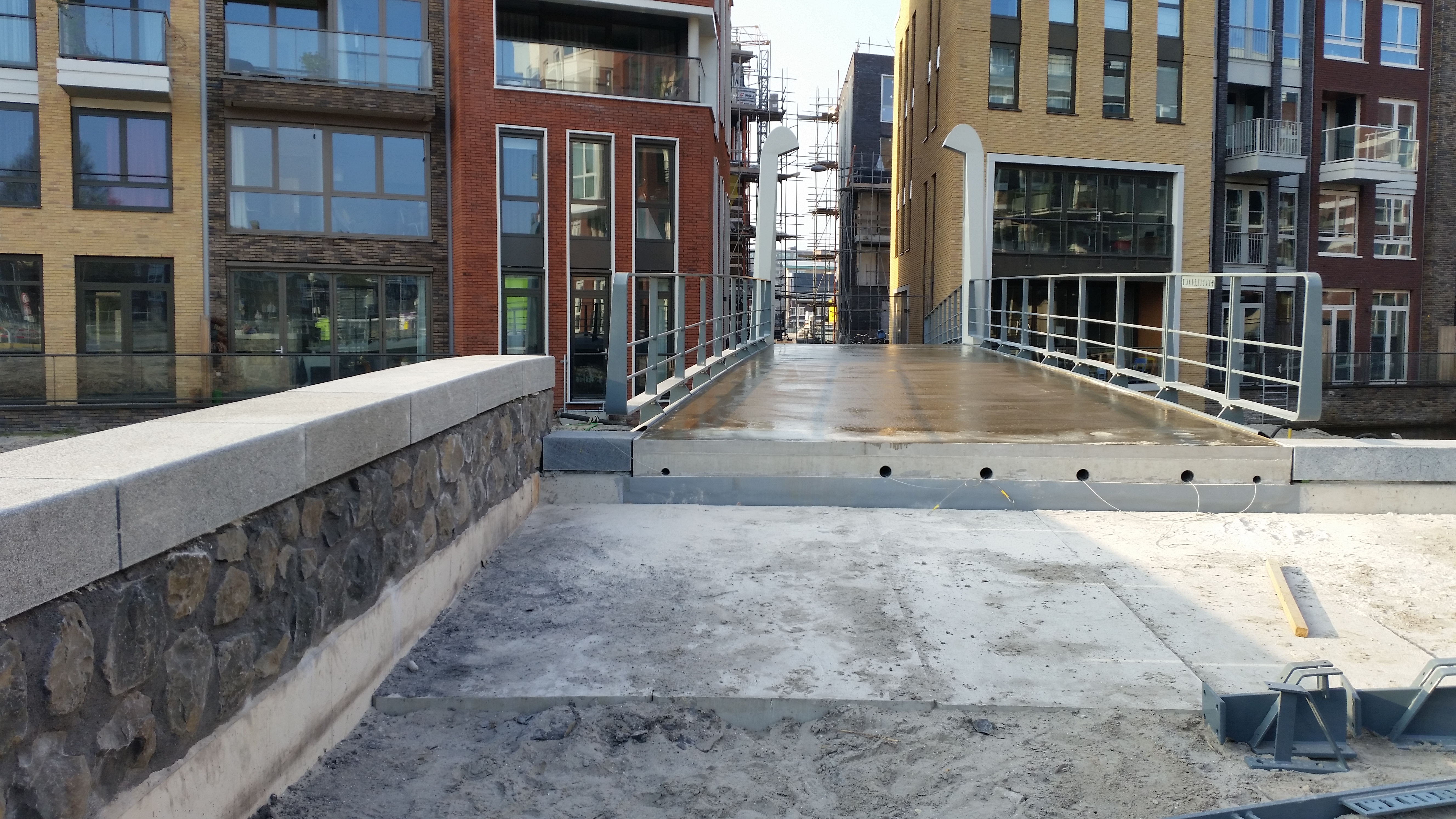
Windaubrug in aanbouw (maart 2019)

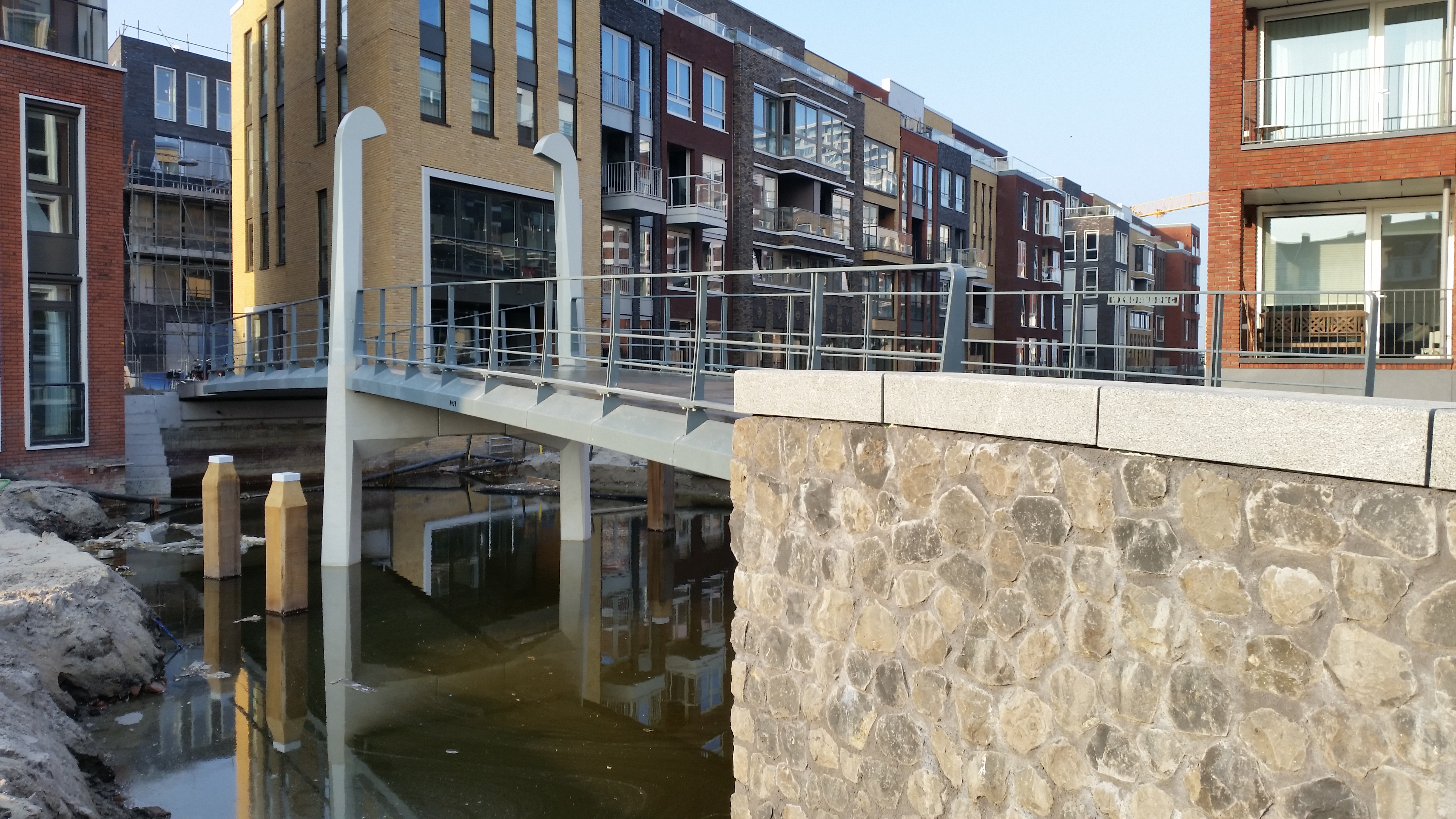
Windaubrug deels nog op het droge (maart 2019)

Elseneurbrug · Gevlebrug · Helsingforsbrug ·  Kalmarbrug · Kolbergbrug · Koningsbergenbrug · Kronstadtbrug · Lübeckbrug · Pernaubrug · Pilaubrug · Rostockbrug · Stralsundbrug · Windaubrug · Wisbybrug · Wismarbrug
2400 · 2401 · 2402 · 2403 · 2404 · 2405 · 2406 · 2407 · 2408 · 2409 ·  2410 · 2411 · 2412 · 2413 · 2414 · 2415 · 2421 · 2422 · 2423 · 2424 · 2425 · 2426 · 2427 · 2428 · 2429 · 2430 · 2431 · 2432 · 2433 · 2434 · 2435 · 2436 · 2437 · 2438 · 2439 · 2441 · 2451-2453 · 2454 · 2455 · 2456 · 2457 · 2459 · 2461 · 2462 · 2468 · 2469 · 2470 · 2471 · 2472 · 2473 · 2474 · 2475 · 2476 · 2477 · 2478 · 2480 · 2481 · 2482 · 2483 · 2484 · 2485 · 2486 · 2487 · 2488 · 2489 · 2490 · 2491 · 2492 · 2493 · 2494-2499
Brugnummers 2416, 2417, 2418, 2419, 2420, 2441, 2442, 2443, 2444,  2445, 2446, 2447, 2448, 2449, 2450, 2458, 2460, 2463, 2464, 2465, 2466, 2467, 2479 zijn niet vergeven.